# Pirre
Die Pirre ist ein rechtsseitiger Nebenarm der Havel. Sie verbindet in einem Binnendelta den Hauptfluss mit dem weiteren Nebenarm Gülper Havel. Die Pirre mündet gegenüber dem Dorf Gülpe in die Gülper Havel. Das südliche Ufer bilden die Inseln Pilatsch und Pilatschlanke.

## Beschreibung
Als ehemalige Reichswasserstraße wurde die Pirre wie auch die Gülper Havel nicht Bundeswasserstraße, da sie am 1. Oktober 1989 von den Wasserwirtschaftsbehörden der DDR verwaltet und bis zum 25. Dezember 1993 nicht von der Wasserstraßen- und Schifffahrtsverwaltung des Bundes übernommen wurde, weswegen eine Rückübertragung ausgeschlossen ist. Damit ist die Pirre als sonstiges, mit den Wasserstraßen verbundenes Gewässer formal kein schiffbares Gewässer und in der Folge aus Gründen des Naturschutzes für das Befahren mit Motorbooten gesperrt.